# Montes Secchi
Die Montes Secchi sind eine Gebirgsgruppe auf dem Erdmond mit einem mittleren Durchmesser von rund 50 km. Sie befinden sich zwischen dem südöstlichen Rand des Mare Tranquillitatis und dem nordwestlichen Rand des Mare Fecunditatis. Namensgebend ist der italienische Astronom Angelo Secchi.
Südlich der Montes Secchi verlaufen parallel die Mondrillen Rimae Secchi.
Der dreieckförmige Berg Secchi Theta erhielt während der Mondmission Apollo 8 den Spitznamen Mount Marilyn vom Astronauten Jim Lovell. Der Berg ist im Bild die dreieckförmige Erhebung ganz links unten.